# Pasungan
Pasungan is een bestuurslaag in het regentschap Klaten van de provincie Midden-Java, Indonesië. Pasungan telt 2102 inwoners (volkstelling 2010).